# Hansueli von Allmen
Hansueli von Allmen (* 6. März 1946 in Thun) ist ein Schweizer Politiker (SP).

## SP-Politiker und Stadtpräsident
Hansueli von Allmen absolvierte die Verkehrsschule und war anschliessend für die Schweizerischen Bundesbahnen tätig. Er gehörte von 1973 bis 1982 dem Stadtrat und von 1983 bis 1990 dem Gemeinderat der Stadt Thun an. Zwischen 1986 und 1991 war er im Grossen Rat des Kantons Bern und von 1995 bis 1999 hatte er Einsitz im Nationalrat. Von 1991 bis 2010 wirkte er 20 Jahre lang als Stadtpräsident der Stadt Thun. Nach seinem Rücktritt wurde er von Raphael Lanz (SVP) abgelöst.

## Kleinkunst und Kulturförderung
Von Allmen war Mitbegründer und Ehrenmitglied der ktv (Künstler-Theater-Veranstalter), die den Schweizer KleinKunstPreis vergibt und die 2019 in die SAPA (Schweizer Archiv der Darstellenden Künste) integriert wurde. Er baute ab 1970 das Schweizerische Cabaret-, Chanson-, Mimen- und Mundartrockarchiv auf. Die Dokumentationen sind der SAPA mit notariellem Schenkungsvertrag vermacht. Von Allmen ist Präsident des Thuner Kleinkunst-Tags. Er setzte sich jahrelang für die Förderung der Schweizer Kleinkunstszene ein. Ausserdem schrieb er als Autor am Theaterlexikon der Schweiz mit. 1996 verlieh ihm die Universität Freiburg den Ehrendoktortitel Dr. h. c.